# Želod
Želod je plod hrasta in njegovih bližnjih sorodnikov (rod Quercus in Lithocarpus) iz družine bukovk. Botanično je to orešek, ki po navadi vsebuje eno seme (le redko dve semeni). Zaprt je v trdo usnjato lupino, ki jo pri dnu obdaja skledičast ovoj. Želod je lahko različno dolg, od 1 do 6 cm in širok od 0,8 do 4 cm. Zori 6 do 24 mesecev, odvisno od vrste.